# Joachim Berthold
Joachim Berthold (* 17. Oktober 1917 in Eisenach; † 25. September 1990 in Oberaudorf) war ein deutscher Bildhauer.

## Werdegang
Ab 1936 war er Schüler bei Wolfgang Wallner an den Kölner Werkschulen und später Meisterschüler von Joseph Wackerle an der Akademie der Bildenden Künste München. 1943 war er mit einer Statuette auf der Großen Deutschen Kunstausstellung vertreten. Nach kurzer Tätigkeit als Bildhauer Anfang der 1940er Jahre und Teilnahme am Zweiten Weltkrieg arbeitete Berthold nach Kriegsende bis zu seinem Tod in Oberaudorf.
Ab 1960 wurde Berthold mit Einzelausstellungen zunächst in Deutschland einem breiteren Publikum bekannt, ab 1966 folgten internationale Ausstellungen, unter anderem in New York, Mailand und Vancouver. Nach Bertholds Tod wurden Retrospektiven in der Samuelis Baumgarte Galerie Bielefeld (2007) und im Museum Regensburg Regensburg (2008) gezeigt.

## Familie
Joachim Berthold war Sohn des Goldschmieds Karl Berthold und der Malerin Maria Schmidt-Kugel. Bertholds Frau Gisela Berthold-Sames (1917–1996) hatte ebenfalls an den Kölner Werkschulen studiert; ihre Sammlung mit einer Vielzahl von Entwürfen und Skulpturen ihres Mannes ist in einem eigenen Galeriegebäude in Oberaudorf zu sehen.

## Werk

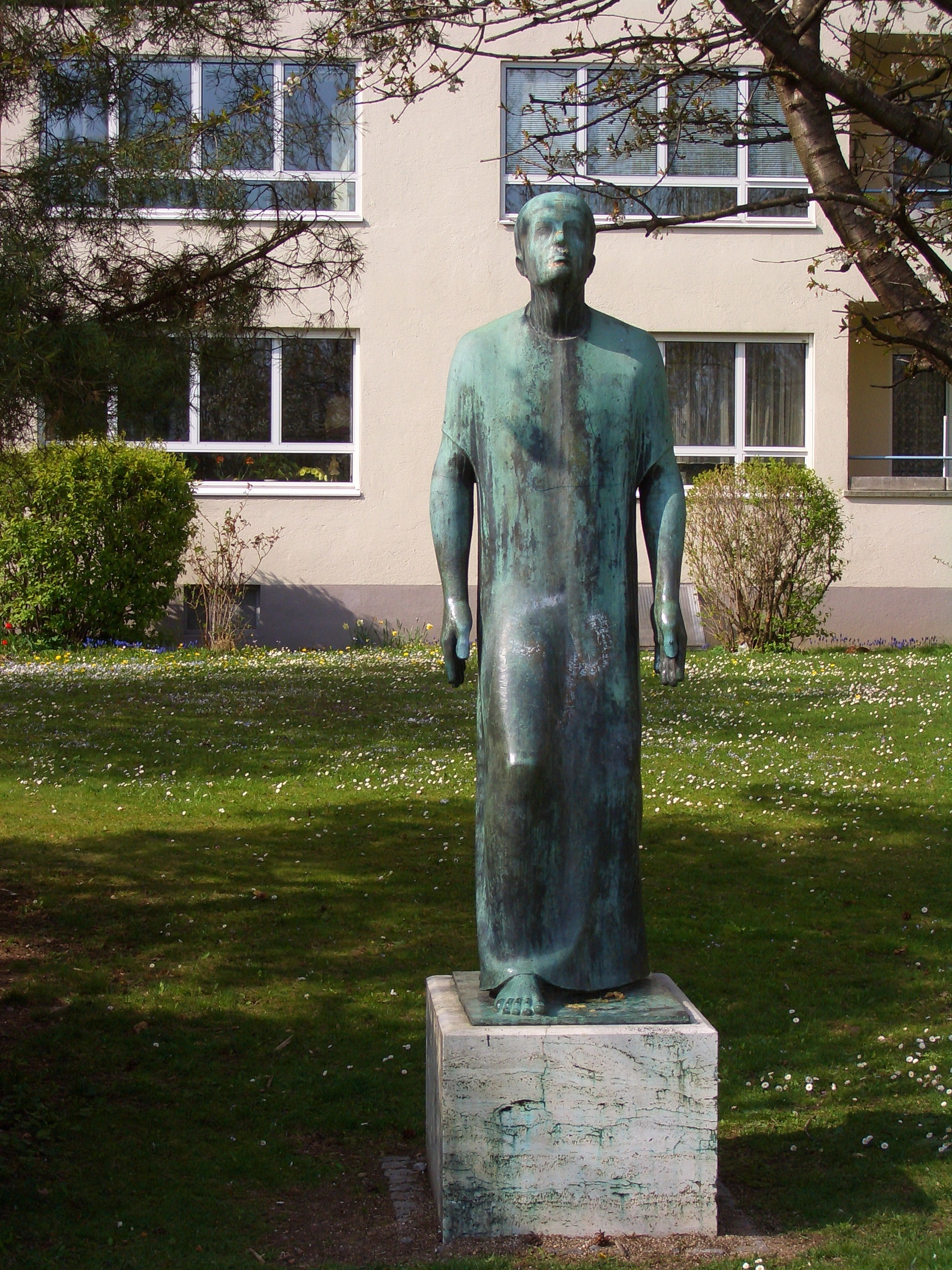
„Der Schauende“, 1955

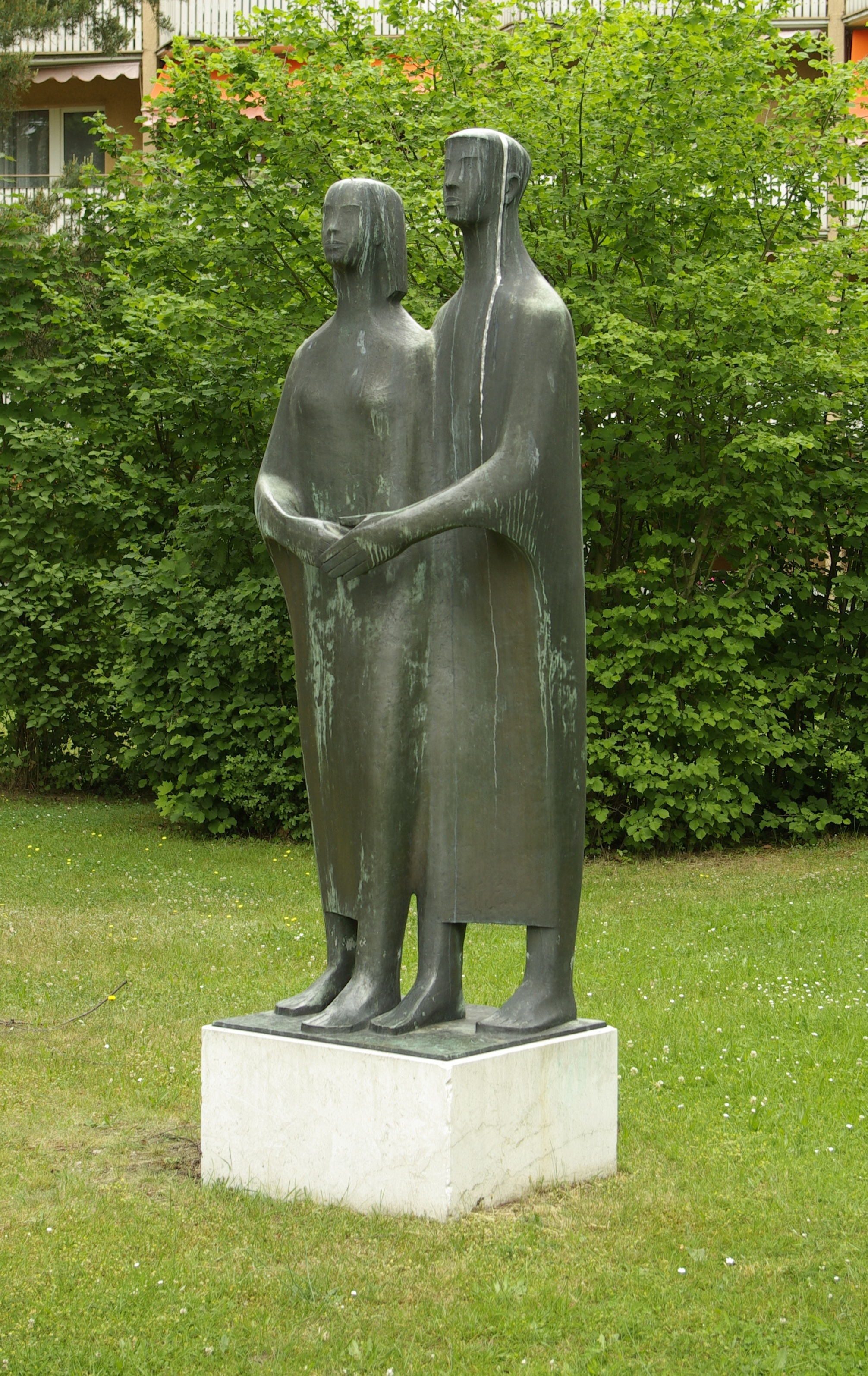
Menschenpaar, 1962

Zentrales Thema der Skulpturen Bertholds – vorwiegend in Bronze – ist die menschliche Gestalt. Nach expressiven Anfängen gelangte Bertholds Werk zu einer immer stärkeren Abstraktion. Bei Skulpturen der 1950er Jahre verzichtet er bereits weitgehend auf Gesichtszüge, bei späteren Werken erscheinen auch die Umrisslinien in abstrakten Formen oder verschmelzen mit dem Hintergrund. Ein starker Kontrast von runden und kantigen, konvexen und konkaven, rauen und glatten Elementen ist kennzeichnend für die Formensprache Bertholds. Besondere Bekanntheit haben seine „Menschenmauern“ erlangt.
Außer in internationalen öffentlichen Sammlungen und Privatbesitz befinden sich Werke Bertholds auch im öffentlichen Raum; Beispiele sind
- „Pelikansbrunnen“, in der ehemaligen Bayerischen Landesschule für Gehörlose München, 1954
- „Der Schauende“, in der Siemens-Siedlung in München-Obersendling, 1955[1]
- „Die Sitzende“, in München-Moosach, 1958
- Reliefs am Stadion des TSV 1860 München, 1958
- Fischkugel-Brunnen in Münster, 1962
- „Menschenpaar“, in Erlangen, 1962
- Bronzeplastik „Team“, Bauamt TU München, 1966
- Bronzeplastik „Bogenschützen“, München und Rosenheim, 1969[2]
- Genius der Wissenschaft, Technische Universität München, Campus Garching
- Bronzeplastik „Mauer“, Pasing, Institut für Landverkehrswege, 19??
- „Adams Rippe“, in Erlangen, 1972

Ein Teil seines schriftlichen Nachlasses wird im Deutschen Kunstarchiv im Germanischen Nationalmuseum verwahrt.